# 崔潮
崔潮（1882年？月？日—？年？月？日），字洵生，山西省趙城縣人，宣統二年農科進士，曾留學日本學校。

## 生平
宣統二年(1910年)九月二日，內閣奉上諭：崔潮著賞給農科進士。
宣統三年(1911年)，授職翰林院編修。